# 夜總會保安

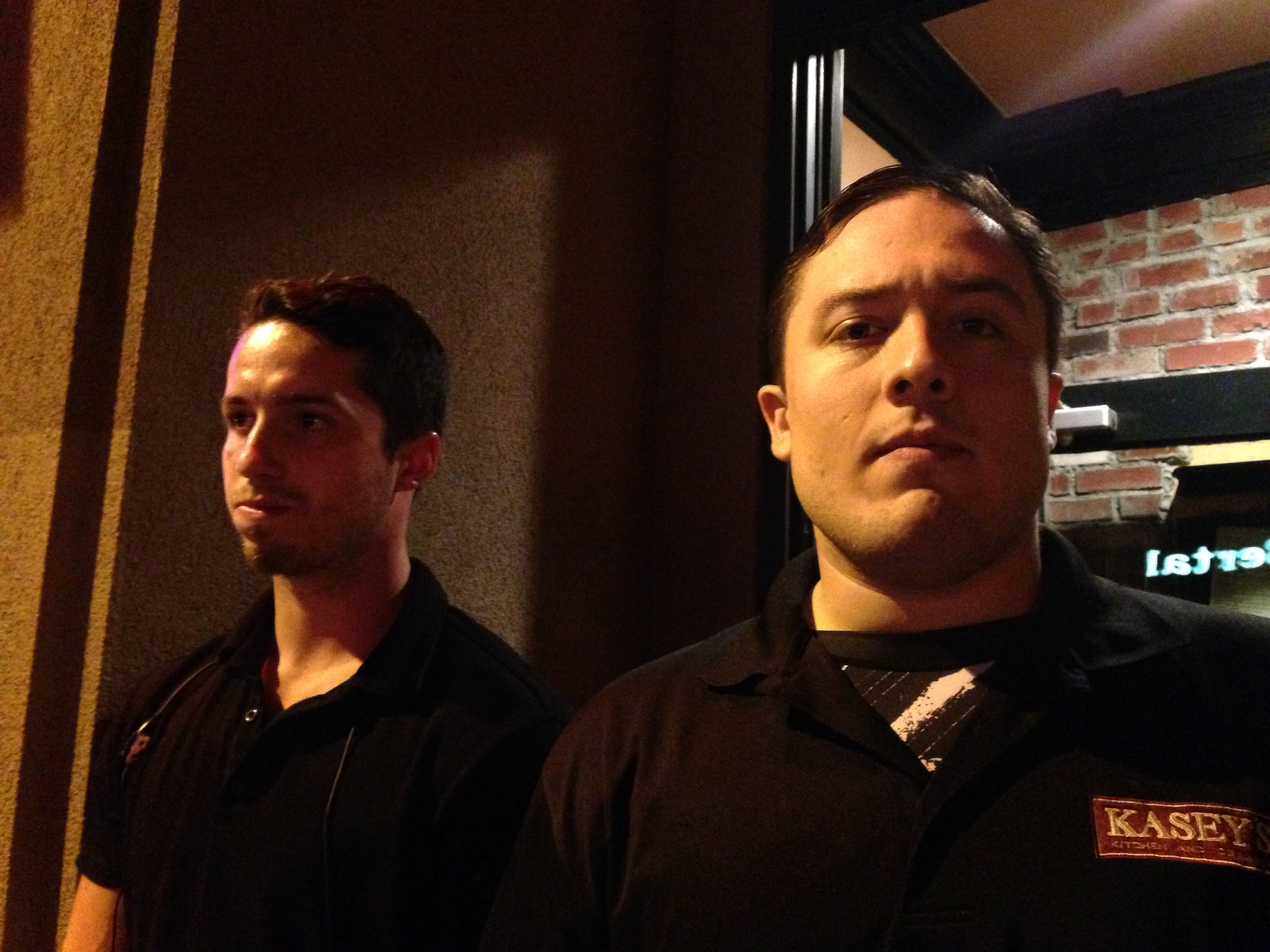
夜總會保安

夜總會保安是專門負責酒吧、夜總會、脫衣舞俱樂部和賭場安全的保全員。他們要檢查顧客是否成年，而且要將醉酒者、具有威脅的人阻擋在這些娛樂場所之外。如果一些娛樂場所只招待貴賓，那夜總會保安還要阻止非貴賓人員入內。他们还负责维持娛樂場所內的秩序，或者向顧客收取入場費。有些夜總會保安由這些娛樂場所直接僱用，有些是來自第三方的安保公司。
有時夜總會保安被指責過於暴力，甚至遭到顧客起訴。 因而一些國家要求這些夜總會保安接受培训，獲得执照後才能上崗，而且要接受背景调查，當局不希望有犯罪記錄的人當上夜總會保安。有些國家規定如果娛樂場所不僱傭有執照的保安，這些娛樂場所的營業執照會被吊銷。